# J. G. 밸러드

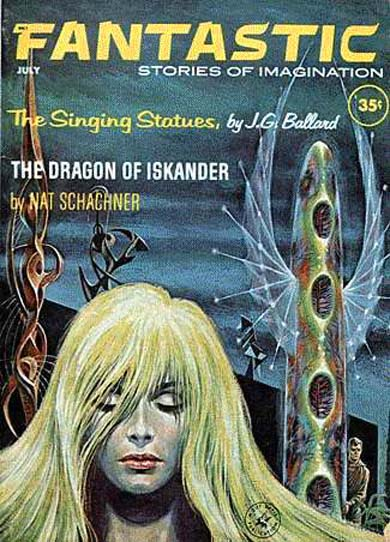

제임스 그레이엄 밸러드(James Graham Ballard, 1930년 11월 15일 ~ 2009년 4월 19일)는 영국의 소설가였다.